# Anochetus inermis
Anochetus inermis é uma espécie de formiga do gênero Anochetus, pertencente à subfamília Ponerinae.